# Antonio Casagrande
Antonio Casagrande (* 12. März 1931 in Neapel; † 27. Juli 2022 ebenda) war ein italienischer Schauspieler und Sänger. Hauptsächlich in den 1960er, 70er und 80er Jahren war er vielbeschäftigt in Kino und Fernsehen, wenngleich nur selten mit Hauptrollen bedacht.

## Leben
Der stattliche und Sympathien erzeugende Darsteller begann als lyrischer Tenor und Schauspieler während der Saison 1958/1959 im Ensemble von Eduardo De Filippo. Mit diesem trat er auch in einigen Fernsehstücken sowie seinen ersten Filmen in Erscheinung. Später nahm er zwei LPs auf, bei denen er u. a. die Kunstfigur „Don Libborio Occhialoni“ verkörperte. Seinen größten Filmerfolg feierte Casagrande 1967 als neapolitanischer Draufgänger Salvatore, der sich in die üppige Friseuse Anita verliebt und sie nach seinem Tod als Gespenst tyrannisiert, in La ragazza del bersagliere. Die weiteren Engagements des Schauspielers – oftmals in Kriminalfilmen – waren eher unauffällig und ab den 1980er Jahren rar gesät. Ab Ende der 1990er Jahre war er wieder häufiger zu sehen, nun in Fernsehfilmen und -serien.
Casagrande, der auch gelegentlich als Synchronsprecher arbeitete, war der Vater des Schauspielers Maurizio Casagrande und Unterstützer der Partito Comunista d’Italia.

## Filmografie (Auswahl)
- 1962: Die vier Tage von Neapel (Le quattro giornate di Napoli)
- 1967: Die längsten Finger hat Madame (La notta è fatte per… rubare)
- 1967: La ragazza del bersagliere
- 1969: Die Nackte und der Kardinal (Beatrice Cenci)
- 1973: Bonn Chance (Le Hasard et la violence)
- 2010: Don Alfonso (Fernsehserie, eine Folge)

## Diskografie
- Don Libborio Occhialoni